# Chesias
Chesias is een geslacht van vlinders van de familie spanners (Geometridae), uit de onderfamilie Larentiinae.

## Soorten
- C. angeri Schawerda, 1919
- C. capriata Prout, 1904
- C. isabella Schawerda, 1915
- C. korbi Bohatsch, 1910
- C. lecerfi Lucas, 1937
- C. legatella

Herfstbremspanner (Denis & Schiffermüller, 1775)
- C. linogrisearia Constant, 1888
- C. pinkeri Schawerda, 1919
- C. rhegmatica Prout, 1937
- C. rufata

Zomerbremspanner (Fabricius, 1775)
- C. sureyata Rebel, 1931
- C. zullichi Schawerda, 1939